# Cella galvanica

Una cella galvanica senza il flusso dei cationi

Una cella galvanica (o catena galvanica o cella voltaica), in elettrochimica, è una particolare cella elettrochimica che permette di convertire energia chimica in energia elettrica.
La cella galvanica è un particolare modello elettrochimico utilizzato per la spiegazione di sistemi reali, quali possono essere un fenomeno corrosionistico o una pila (in realtà una pila può essere composta da più celle galvaniche poste in serie: un esempio in tal senso è la pila di Volta).
I processi che avvengono in una cella galvanica sono spontanei, in quanto non hanno bisogno che venga impartita alla cella corrente elettrica dall'esterno per avvenire, per cui la differenza di energia libera di Gibbs associata a tali processi è minore di zero:
{\displaystyle \Delta G<0}
Dal punto di vista circuitale, una cella galvanica può essere assimilata ad un generatore di tensione.

## Storia
Nel 1780 Luigi Galvani scoprì che due diversi metalli (ad esempio rame e zinco) messi a contatto tra loro ed immersi in una soluzione salina, con ciascuno di essi collegato contemporaneamente ad una diversa regione del nervo scoperto di una zampa di rana, provocavano la contrazione della zampa. Egli chiamò questo fenomeno elettricità animale.
Il nome di "cella galvanica" venne dato quindi ai sistemi elettrochimici analoghi a quello scoperto da Galvani, ovvero a tutte le celle elettrochimiche in grado di fornire energia elettrica tra cui la pila di Volta (inventata nel 1799 da Alessandro Volta) e la pila Daniell (inventata nel 1836 da John Frederic Daniell).

## Descrizione

Cella galvanica regolarmente aperta

L'esempio più semplice di cella galvanica è quello di cella galvanica regolarmente aperta; essa è costituita da due elettrodi (M e N) separati da un elettrolita (ε); ognuno dei due morsetti (B' e B) è in genere costituito dallo stesso metallo, per cui accanto al morsetto B' viene rappresentato lo stesso metallo presente in corrispondenza del morsetto B. All'interno della cella galvanica circola la corrente IB'B. Nel caso in cui i metalli che costituiscono i morsetti siano differenti, si parla invece di cella galvanica non regolarmente aperta.
I metalli (M e N) della cella si sciolgono nell'elettrolita a due diverse velocità, lasciando alcuni elettroni liberi nel metallo non disciolto, che quindi assume una carica negativa rispetto all'elettrolita. Ciascun metallo è sottoposto ad una diversa semireazione, con diversa velocità, e quindi con rilascio di un numero differente di elettroni nei due metalli. Ne risulta un diverso potenziale di elettrodo fra l'elettrolita e ciascun metallo. Se fra i due metalli si realizza un contatto elettrico (utilizzando un cavo oppure mettendoli a contatto diretto), una corrente elettrica comincia a fluire. Contemporaneamente, gli ioni del metallo più attivo, che formano l'anodo, sono trasferiti, passando attraverso l'elettrolita, verso il metallo meno attivo, il catodo, dove si depositano formando un rivestimento intorno ad esso. In seguito a questo processo l'anodo viene progressivamente consumato e corroso, con conseguente diminuzione della differenza di potenziale e, alla fine del processo, interruzione della corrente. 
La corrente che fluisce attraverso l'elettrolita è uguale alla corrente che fluisce nel circuito esterno, così che l'insieme dei due metalli e dell'elettrolita costituisce un circuito elettrico completo, in cui gli elettroni si muovono dagli ioni dell'anodo "ossidato" agli atomi "ridotti" del catodo. È questo flusso, provocato da una reazione di riduzione, che costituisce la corrente elettrica. 
Il procedimento dell'elettrodeposizione funziona secondo questo stesso principio.

## Potenziale elettrico di una cella galvanica
Il potenziale elettrico di una cella può essere facilmente determinato utilizzando una tabella dei potenziali di riduzione standard. In alternativa si può anche usare una tabella dei potenziali di ossidazione, ma quella dei potenziali di riduzione è più comune. Il primo passo è quello di identificare i due metalli che reagiscono nella cella. Quindi si cerca il valore di Eo (potenziale di riduzione standard, in volt) per ognuna delle semireazioni. Il potenziale elettrico della cella è uguale al valore di Eo maggiore meno quello minore.
Per esempio, nella figura sopra menzionata le soluzioni sono CuSO4 e ZnSO4.
In ogni soluzione è immersa la corrispondente barretta di metallo, ed un setto poroso (ponte salino) collega le due soluzioni e permette agli ioni SO42− di fluire liberamente tra le soluzioni di rame e zinco. Per calcolare il potenziale elettrico si cercano le semireazioni del rame e dello zinco e si trova che:
Cu2+ + 2e− → Cu (E = +0.34 V)
Zn → Zn2+  + 2e−  (E = −0.76 V)
Pertanto la reazione che ha luogo nella realtà è:
Cu2+ + Zn → Cu + Zn2+
Il potenziale elettrico è dunque +0.34 V −(−0.76 V) = 1.10 V
Se la cella funziona in condizioni non-standard, il potenziale deve essere corretto utilizzando l'Equazione di Nernst.

## Esempi di celle galvaniche

### Corrosione galvanica

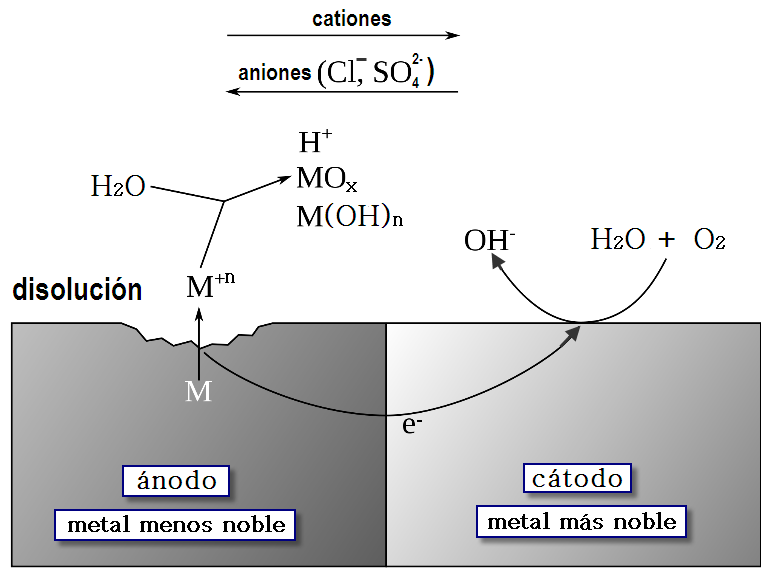
Meccanismo della corrosione galvanica

Il fenomeno della corrosione galvanica si verifica quando due diversi metalli vengono a contatto in presenza di un elettrolita (ad esempio acqua salata) con la conseguente creazione di una cella galvanica naturale indesiderata che provoca nei metalli coinvolti la reazione chimica di corrosione. In questo caso il catodo e l'anodo sono rappresentati da zone circoscritte dei metalli coinvolti, dette "microcatodo" e "microanodo".

#### Mezzi usati per prevenire la corrosione galvanica
- Isolare elettricamente fra di loro i metalli, per esempio usando flange e rondelle di plastica o di fibra isolante per separare le condotte idrauliche in acciaio dai relativi accessori in rame, oppure applicare un rivestimento di grasso per separare l'alluminio dalle parti in acciaio.
- Mantenere i metalli asciutti e/o protetti dai composti ionici (sali, acidi e basi), ad esempio incapsulandoli all'interno di gusci di plastica o resina epossidica.
- Realizzare la cosiddetta protezione catodica, che utilizza uno o più anodi da "sacrificare" realizzati con un metallo ancora più "attivo" di quello da proteggere, come lo zinco, il magnesio e l'alluminio.
- Collegare un'alimentazione elettrica in modo da controbilanciare la forza elettromotrice che provoca la corrente galvanica responsabile della corrosione (metodo della protezione catodica a corrente impressa).

### La pila Daniell

Catena galvanica rappresentativa di una pila Daniell. I morsetti (B'-B) sono costituiti dallo stesso metallo (M'-M)

Schema di funzionamento di una pila Daniell

La pila Daniell è un esempio di cella elettrochimica che sfrutta una reazione spontanea di ossido-riduzione che si realizza tra un elettrodo di rame (Cu) e un elettrodo di zinco (Zn). È composta da una lamina di zinco immersa in una soluzione di solfato di zinco (ZnSO4) 1M nella prima semicella e da una lamina di rame immersa in una soluzione di solfato di rame (CuSO4) 1M nella seconda semicella.
Le due lamine metalliche costituiscono gli elettrodi, mentre le due soluzioni sono mantenute in due recipienti separati, ma il passaggio dei portatori di carica (ioni) è assicurato da un ponte salino, costituito da un tubo di vetro contenente in genere del cloruro di potassio (KCl) in una sostanza gelatinosa (ad esempio, agar agar). Uno strumento di misura della differenza di potenziale (voltmetro) viene collegato ai due morsetti (ciascuno collegato ad un elettrodo).
Nella prima semicella, in corrispondenza dell'interfaccia tra elettrodo di zinco e elettrolita avviene la seguente reazione di ossidazione:
Znsolido → Zn2+soluzione + 2 e- (OX)
mentre nella seconda semicella, in corrispondenza dell'interfaccia tra elettrodo di rame e elettrolita avviene la seguente reazione di riduzione:
Cu2+soluzione +2 e- → Cusolido (RED)

## Rappresentazione convenzionale delle catene galvaniche
Un modo convenzionale per rappresentare le catene galvaniche è quello di indicare solamente le specie chimiche che partecipano attivamente alla reazione di ossidoriduzione (ovvero le specie che variano il proprio numero di ossidazione durante la reazione redox).
Ad esempio una pila Daniell può essere schematizzata nel modo seguente:
```
Cu | Cu
2+
 || Zn
2+
 | Zn
```

Dove le stanghette verticali singole indicano le interfacce metallo-metallo o metallo-elettrolita, mentre la doppia stanghetta verticale rappresenta il ponte salino. Accanto a ciascuna specie chimica può essere inoltre indicata la concentrazione, nel seguente modo:
```
Cu | Cu
2+
 = 0,01 M || Zn
2+
 = 0,12 M | Zn
```

In questo caso si indica che lo ione Cu2+ è presente in concentrazione molare dello 0,01 nella soluzione di solfato di rame, mentre lo ione Zn2+ ha una concentrazione molare dello 0,12 nella soluzione di solfato di zinco.
Per convenzione, il polo negativo della cella galvanica va indicato a sinistra e il polo positivo va indicato a destra.
Conseguentemente, si conviene di scrivere
Zn | Zn2+ || Cu2+ | Cu